# BESA-Lokomotive
BESA-Lokomotiven sind Standard-Dampflokomotiven, die am Anfang des 20. Jahrhunderts von britischen Lokomotivfabriken für die Bahnen in Britisch-Indien gebaut wurden. Die Bezeichnung leitet sich von der British Engineering Standards Association (BESA) ab. 

## Geschichte
Mit dem Ausbau des Eisenbahnnetzes in Britisch-Indien stieg der Bedarf an Lokomotiven. Die traditionellen britischen Hersteller konnten die Nachfrage auf dem indischen Subkontinent nicht mehr decken, sodass die Bahnen begannen Aufträge an deutsche und amerikanische Hersteller zu vergeben. Dies führte im britischen Parlament zu Protesten aus den Kreisen der britischen Lokomotivfabriken, sodass das 1901 gegründete British Engineering Standards Committee aufgefordert wurde, einen Unterausschuss zu gründen, der die Anzahl in Britisch-Indien verwendeten Lokomotivbaureihen begrenzen sollte.
Im Ausschuss waren die Direktoren namhafter Lokomotivfabriken vertreten, darunter der Vulcan Foundry, der North British Locomotive Company, der Kitson & Company und von Beyer-Peacock – die Firmen hatten bereits zuvor Lokomotiven nach Indien geliefert. Er legte 1903 die erste Norm vor, der 1905 eine überarbeitet Version folgte. In dieser Norm wurden die Entwürfe der beiden breitspurigen Lokomotivbaureihen SP und SG sowie der drei Baureihen von Meterspurlokomotiven mit Schlepptender festgelegt. In einer zweiten überarbeiteten Version der Norm, die im Februar 1907 erschien, wurden zusätzlich die Entwürfe für die Baureihen AP, HP, HG und PT aufgenommen. Die schwere Güterzuglokomotive HG wurde in den Varianten A und B vorgeschlagen, die sich durch den Kuppelraddurchmesser unterschieden. 
Im März 1910 erschien die dritte und letzte Norm. Sie schlug zu den bestehenden Baureihen die Meterspur-Tenderlokomotive T vor. Die nie gebaute Variante A der Baureihe HG wurde aus der Norm entfernt. Die Baureihen SP und SG wurden so angepasst, dass der bei der Tenderlokomotive PT erstmals verwendete größere Standardkessel verwendet werden konnte. Weiter wurde für alle Lokomotiven und Schlepptender die Saugluftbremse vorgeschlagen, ergänzt durch eine Handbremse auf dem Schlepptender.
Die Baureihe HT kam als letzte BESA-Lokomotive hinzu. Sie war ähnlich zu Lokomotiven, die 1921 an die Bengal Nagpur Railway (BNR) geliefert wurden, die Teile von älteren BESA-Lokomotiven verwendeten. Die Baureihe HT hatte die gleichen Zylinderabmessungen wie die Güterzug-Heißdampflokomotiven HGS und HGC, der Stehkessel wurde von der Tenderlokomotive PT übernommen.
Ab 1928 wurden die BESA-Baureihen durch die Baureihen des Indian Railway Standards (IRS) abgelöst. Sie waren leistungsfähiger und hatten im Besonderen größere Rostflächen, die für den Betrieb mit minderwertigeren indischer Kohle geeignet waren.

## BESA-Baureihen
Alle Baureihen waren ursprünglich Zweizylinder-Nassdampfmaschinen. Ab 1912 wurden Heißdampfvarianten gebaut, die durch das an die Baureihenbezeichnung angehängte Kürzel S für superheated („überhitzt“) gekennzeichnet wurden. Aus der Nassdampfvariante auf Heißdampf umgebaute Lokomotiven erhielten das Kürzel C für converted („umgebaut“). So wurde aus der Nassdampf-Güterzuglokomotive die Heißdampfvariante HGS und die umgebaute Variante HGC. Die Bezeichnungen werden manchmal auch mit einem Geteiltstrich als HG/S und HG/C geschrieben.
| Baureihe        | Beschreibung                                     | Bauart    | Kuppelraddurchmesser | Radsatzfahrmasse | Dienstmasse | Bild |
| --------------- | ------------------------------------------------ | --------- | -------------------- | ---------------- | ----------- | ---- |
| SP              | Standard Passenger ‚Standard-Reisezuglokomotive‘ | 2’B n2    | 74 in (1800 mm)      | 16,5 t           | 92 t        |      |
| SG              | Standard Goods ‚Standard-Güterzuglokomotive‘     | C n2      | 61 in (1676 mm)      | 16,5 t           | 89 t        |      |
| PT              | Passenger Tank ‚Personenzug-Tenderlokomotive‘    | 1’C2’ n2t | 61 in (1676 mm)      | 15 t             | 77 t        |      |
| HP              | Heavy Passenger ‚Schwere Reisezuglokomotive‘     | 2’C n2    | 74 in (1880 mm)      | 16,8 t           | 107 t       |      |
| AP              | Atlantic Passenger ‚Atlantik-Reisezuglokomotive‘ | 2’B1’ n2  | 78 in (1980 mm)      | 17,5 t           | 106 t       |      |
| HG 1)Variante A | Heavy Goods ‚Schwere Güterzuglokomotive‘         | 1’D n2    | 61 ½ in (1560 mm)    | 16,3 t           | 119 t       |      |
| HG Variante B   | Heavy Goods ‚Schwere Güterzuglokomotive‘         | 1’D n2    | 56 in (1435 mm)      | 15,7 t           | 117 t       |      |
| HT              | Heavy Tank ‚Schwere Tenderlokomotive‘            | 1’D1’ n2t | 51 in (1295 mm)      | 17,3 t           | 92 t        |      |

1) die zweite Variante der HG mit den größeren Kuppelrädern wurde nicht gebaut
| Baureihe | Beschreibung                   | Bauart    | Kuppelraddurchmesser | Radsatzfahrmasse | Dienstmasse     | Bild |
| -------- | ------------------------------ | --------- | -------------------- | ---------------- | --------------- | ---- |
| P        | Passenger ‚Reisezuglokomotive‘ | 2’C n2    | 57 in (1450 mm)      | 8,7 t            | 34,5 t + Tender |      |
| M        | Mixed ‚Universallokomotive‘    | 2’C n2    | 48 in (1220 mm)      | 8,7 t            | 33,5 t + Tender |      |
| G        | Goods ‚Güterzuglokomotive‘     | 2’D n2    | 43 in (1090 mm)      | 8 t              | 40,6 t + Tender |      |
| T        | Tank ‚Tenderlokomotive‘        | 1’C1’ n2t | 43 in (1090 mm)      | 9,3 t            | 43,7 t          |      |